# ختنه در ماداگاسکار
ختنه در ماداگاسکار یا famorana یک سنت مهم و اجباری است و تقریباً همه پسران کوچک در ماداگاسکار ختنه می‌شوند. پسر پس از ختنه شدن مرد محسوب می‌شود. تدفین افراد ختنه نشده در مقبره خانوادگی برخی از اقوام در ماداگاسکار ممنوع است و ممکن است افراد ختنه نشده فرصتی برای یافتن همسر نداشته باشند. ختنه یک سنت است و ریشه در فرهنگ ماداگاسکار دارد، اما با فناوری جدید روز به روز مدرن‌تر می‌شود. هر منطقه ختنه یا فامورانا را در زمان خاصی انجام می‌دهد. ختنه در این کشور رمز اتحاد مردم است و پیوندهای بین اعضا را تقویت می‌کند؛ بنابراین یک معنای روحانی و نمادین برای مردم این کشور دارد. در فرهنگ این مردم، فامورانا یا ختنه هنوز برای پسران به عنوان آیینی برای ورود به بزرگسالی در نظر گرفته می‌شود.

## اقوام مختلف
ختنه مراسمی است محترم که هدف آن برداشتن پوست ختنه گاه است و این امر توسط همه مردم ماداگاسکار به جز گروه خاصی از قومیت آنتاندروی انجام می‌شود. نام‌های مختلفی برای این مراسم بر اساس قبایل وجود دارد: «دیدیم پویترا»، «فامورانا» یا «فاهاسوآوان جازا» در ارتفاعات مرکزی، در منطقه جنوب غربی آن را «ساواتسه» و در منطقه «ساواتسه» در جنوب شرقی آن را «سامباترا» می‌نامند. البته، اجرای این مراسم بسته به منطقه و قبیله متفاوت است، اما روند کار اغلب یکسان است. به عنوان مثال، در میان آنتاباهوآکا، «سامباترا» هر ۷ سال یک بار در ماه اکتبر اتفاق می‌افتد در حالی در سایر مناطق ماداگاسکار هر ساله انجام می‌شود. ختنه باید در طلوع ماه انجام شود. ماه کامل توصیه نمی‌شود، زیرا باعث خونریزی می‌شود.

## جشن ملی
داستان‌های باستانی حکایت از آن دارد که پادشاهی باستانی به نام آندریامانلو اولین محرک این آیین باستانی است. در زمان سلطنت پادشاه Andrianampoinimerina این رسم به عنوان یک جشن ملی جشن گرفته می‌شد.

## عدد ۷
به این دلیل که فقط هر هفت سال است که اول ماه سال جمعه است. با این حال، ختنه معمولا در سالی انجام می‌شود که روز اول سال با یک جمعه در ماداگاسکار آغاز می‌شود که به عنوان روز مقدس در نظر گرفته می‌شود. تا به امروز، این آیین همچنان در بین آنتاباهوآکای منانجری با افتخار برگزار می‌شود.

## ملکه راناوالونا
این جشن در سال ۱۸۶۹ در منطقه ایمرینا، در زمان سلطنت ملکه ماداگاسکار راناوالونا دوم، لغو شد، زیرا او مذهب سنتی ماداگاسکار را کنار گذاشت و مسیحیت را برگزید. از آن زمان این مراسم به مراسمی تبدیل شد که به صورت خصوصی برگزار می‌شود.

## آب مقدس
معمولاً در ماداگاسکار ختنه کردن در خانه پسر است. عمل ختنه همیشه در سحر و در حالت ایده‌آل قبل از ساعت ۵ صبح انجام می‌شود. درمانگر سنتی که «باران جزا» نیز نامیده می‌شود، از آب مقدس برای تمیز کردن دست‌ها، چاقو (یا بامبو) و زخم به جا مانده از عمل استفاده می‌کند.

## مراسم
مردانی که قرار است در این مراسم شرکت کنند باید ۸ روز قبل از ختنه روزه بگیرند. آنها همچنین باید تمام کارهای خانه و کارهای مختلف خانه را انجام دهند در غیر این صورت پسر کوچک طبق اعتقاد ترسو خواهد بود. در روز مراسم، فقط مردان متشکل از پدربزرگ، پدر و عموها مجاز به شرکت هستند. شفا دهنده یا «باران جازا» وظیفه انجام عمل را با بریدن پوست ختنه گاه با بامبو یا چاقو بر عهده دارد. خونی که برای مردم ماداگاسکار بر زمین ریخته می‌شود، نماد اتحاد سرزمین نیاکان با پسر کوچک است.
در برخی اقوام، پدربزرگ یا دایی پوست ختنه گاه را با موز می‌خورند تا فرزند پسر به دنیا بیاورند. سپس جمعیتی شاد از کودک استقبال کرده و به او هدایایی می‌دهند. عبارت "Arahaba Ririnina e!" گفته می‌شود. برای پسری که مرد شده است آرزوی خوشبختی می‌کنند و به پدر و مادر تبریک می‌گویند.
به ختنه کننده در پایان جشن به عنوان دستمزد خروس یا مرغ می‌دهند.

## ختنه مدرن
این سنت هنوز توسط مردم ماداگاسکارانجام می‌شود. امروزه، والدین روش‌های مدرن‌تری را انتخاب می‌کنند، به‌ویژه روش‌هایی که در ارتفاعات مرکزی کشور برگزار می‌شود، مانند ختنه کردن روش آمریکایی یا کوتریزاسیون که برای اهداف بهداشتی انجام می‌شود.